# Long Thới, Tiểu Cần
Long Thới là một xã cũ thuộc huyện Tiểu Cần, tỉnh Trà Vinh, Việt Nam.

## Địa lý
Xã Long Thới nằm ở phía tây bắc huyện Tiểu Cần, có vị trí địa lý:
- Phía đông giáp xã Phú Cần
- Phía tây giáp thị trấn Cầu Quan
- Phía nam giáp xã Tân Hòa
- Phía bắc giáp huyện Cầu Kè.

Xã Long Thới có diện tích 27,32 km², dân số năm 2022 là 11.834 người, mật độ dân số đạt 433 người/km².
Dân tộc: Trong đó người Việt chiếm phần lớn, người Khmer chiếm 21,22%, còn lại là người Hoa.

## Hành chính
Xã Long Thới được chia thành 8 ấp: Cầu Tre, Định Bình, Định Hòa, Định Phú A, Định Phú B, Định Phú C, Định Phú Tân, Trinh Phụ.

## Lịch sử
Tên gọi: Xã Long Thới tiếng Hán là 隆泰社 (Lóng Tài Shè). Với ý nghĩa nhiều may mắn thuận lợi, hưng thịnh yên vui.
Ngày 11 tháng 3 năm 1977, Hội đồng Chính phủ ban hành Quyết định số 59-CP về việc sáp nhập xã Long Thới của huyện Tiểu Cần mới giải thể vào huyện Cầu Kè.
Ngày 29 tháng 9 năm 1981, Hội đồng Bộ trưởng ban hành Quyết định số 98-HĐBT về việc sáp xã Long Thới thuộc huyện Cầu Kè vào huyện Tiểu Cần mới thành lập quản lý.
Ngày 7 tháng 10 năm 1995, Chính phủ ban hành Nghị định số 62-CP về việc thành lập thị trấn Cầu Quan được thành lập trên cơ sở điều chỉnh một phần diện tích và dân số của xã Long Thới.

## Kinh tế - xã hội
Công tác giải quyết việc làm, xóa đói giảm nghèo, chính sách xã hội, an sinh xã hội được quan tâm đúng mức.
Thu nhập bình quân đầu người trên địa bàn xã vào cuối năm 2015 đạt 29,8 triệu đồng/người/năm.
Tình hình an ninh chính trị, trật tự an toàn xã hội luôn được.
Hệ thống cơ sở hạ tầng giao thông, thủy lợi, văn hóa, y tế, giáo dục từng bước được quan tâm đầu tư.

## Văn hóa
Lĩnh vực văn hóa, xã hội có nhiều tiến bộ; chất lượng ấp văn hóa, gia đình văn hóa được quan tâm chỉ đạo. Hiện nay xã Long Thới có 6/8 ấp được công nhận ấp văn hóa, 2 khu dân cư tiên tiến; 8/8 cơ sở tôn giáo - tín ngưỡng văn minh; 4/4 trường học văn minh.
Tín ngưỡng: Đa phần dân cư ở xã Long Thới theo đạo Phật.
Các ngôi chùa lớn trong xã:
- Chùa Phổ Quang: có tên tiếng Hán là Phổ Quang tự, hay còn kêu là chùa Sư Thầy, tên chùa có ý nghĩa là ánh sáng chiếu khắp mọi nơi. Chùa tọa lạc tại ấp Trinh Phụ.
- Chùa Phổ Tịnh: có tên tiếng Hán là Phổ Tịnh tự, còn kêu là chùa Sư Cô hay chùa Trinh Phụ, tên chùa có ý nghĩa là sự thanh tịnh lan khắp mọi nơi. Chùa tọa lạc ở ấp Trinh Phụ.
- Chùa Cầu Tre: có tên tiếng Khmer là Wat Phnô Ph'rìng, tên tiếng Nôm là Giòng Cây Trăm hay được gọi là chùa Cầu Tre, có pháp danh: Debmangalanil udayana, được xây dựng năm 1826 trên diện tích 28.000 m², tọa lạc tại ấp Cầu Tre.